# Virus de l'enroulement foliaire apical des Solanums
Espèce
Le virus de l'enroulement foliaire apical des Solanum, ou SALCV (acronyme de Solanum apical leaf curling virus), est une espèce de virus phytopathogène, rattachée au genre des Begomovirus, et à la famille des Geminiviridae. Son génome, trisegmenté, est constitué de segments d'ADN à simple brin circulaire à polarité positive.
Ce virus, isolé pour la première fois en 1983 au Pérou par Hooker et Salazar sur pomme de terre, n'est connu que dans ce pays d'Amérique du Sud. 
Outre la pomme de terre, il infecte quelques espèces de la famille des Solanaceae, notamment la tomate, la morelle noire et le datura stramoine.
Il est probablement transmis par des cicadelles (insectes suceurs) de la famille des cicadellidae).
Ses symptômes sont principalement des enroulements foliaires, du nanisme et de la chlorose de l'extrémité des feuilles. Cette maladie peut aussi affecter la germination des tubercules. Son importance économique est toutefois secondaire, l'effet sur le rendement est estimé à moins de 10 %.